# Cryptocephalus mariae
Cryptocephalus mariae is een keversoort uit de familie bladkevers (Chrysomelidae). De wetenschappelijke naam van de soort werd in 1851 gepubliceerd door Rey.